# Plusiogramma homogena
Plusiogramma homogena är en fjärilsart som beskrevs av Felix Bryk 1950. Plusiogramma homogena ingår i släktet Plusiogramma och familjen tandspinnare. Inga underarter finns listade i Catalogue of Life.